# Súntar
Suntar (en ruso: Сунта́р) es una localidad urbana ubicada en el centro-oeste de la república de Sajá, Rusia, a la orilla del río Vilyuy —el más largo afluente del río Lena—. Su población en el año 2010 era de 10 000 habitantes.

## Transportes

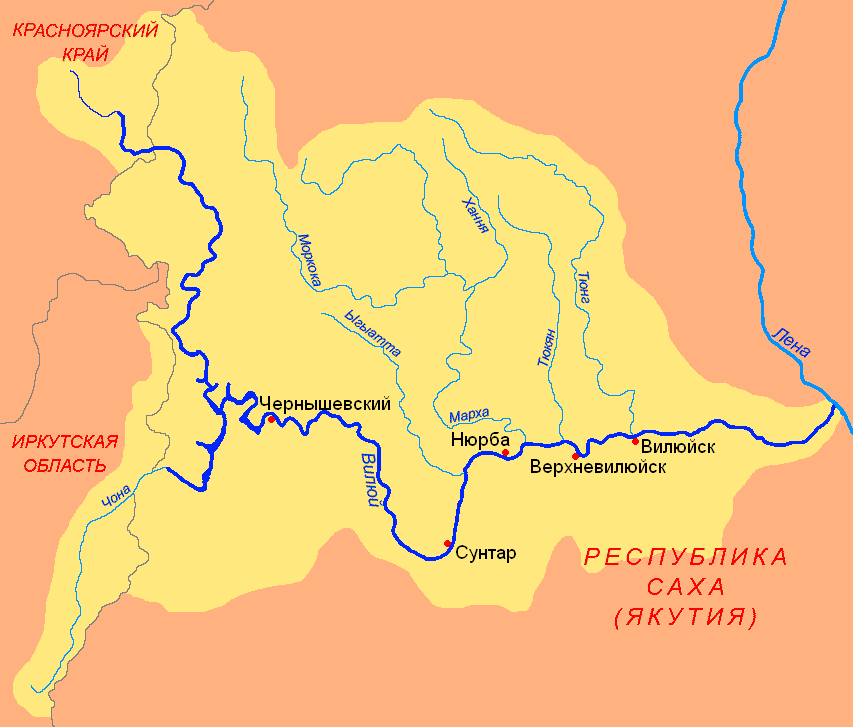
Mapa en ruso del río Vilyuy (Вилюй) en el que está sobre su curso medio Suntar (Сунта́р)

La ciudad cuenta con un aeropuerto.

## Clima
El clima de Suntar de tipo subpolar con inviernos extremadamente fríos, veranos cortos y precipitaciones escasas, si bien en verano son superiores a las otras épocas del año.
| Parámetros climáticos promedio de Suntar | Parámetros climáticos promedio de Suntar | Parámetros climáticos promedio de Suntar | Parámetros climáticos promedio de Suntar | Parámetros climáticos promedio de Suntar | Parámetros climáticos promedio de Suntar | Parámetros climáticos promedio de Suntar | Parámetros climáticos promedio de Suntar | Parámetros climáticos promedio de Suntar | Parámetros climáticos promedio de Suntar | Parámetros climáticos promedio de Suntar | Parámetros climáticos promedio de Suntar | Parámetros climáticos promedio de Suntar | Parámetros climáticos promedio de Suntar |
| Mes                                      | Ene.                                     | Feb.                                     | Mar.                                     | Abr.                                     | May.                                     | Jun.                                     | Jul.                                     | Ago.                                     | Sep.                                     | Oct.                                     | Nov.                                     | Dic.                                     | Anual                                    |
| ---------------------------------------- | ---------------------------------------- | ---------------------------------------- | ---------------------------------------- | ---------------------------------------- | ---------------------------------------- | ---------------------------------------- | ---------------------------------------- | ---------------------------------------- | ---------------------------------------- | ---------------------------------------- | ---------------------------------------- | ---------------------------------------- | ---------------------------------------- |
| Temp. máx. abs. (°C)                     | 1.5                                      | 2.1                                      | 11.7                                     | 19.7                                     | 31.1                                     | 35.5                                     | 37.8                                     | 34.2                                     | 27.6                                     | 19.5                                     | 6.0                                      | -0.9                                     | '                                        |
| Temp. máx. media (°C)                    | -28.4                                    | -22.2                                    | -9.3                                     | 1.7                                      | 12.2                                     | 21.7                                     | 24.8                                     | 21.0                                     | 11.7                                     | -1.5                                     | -18.6                                    | -27.1                                    | -1.2                                     |
| Temp. media (°C)                         | -33.1                                    | -29.3                                    | -18.5                                    | -5.3                                     | 6.1                                      | 14.9                                     | 18.0                                     | 14.2                                     | 5.6                                      | -6.1                                     | -23.6                                    | -31.6                                    | -7.4                                     |
| Temp. mín. media (°C)                    | -38.0                                    | -35.5                                    | -27.2                                    | -13.1                                    | -0.5                                     | 7.6                                      | 10.7                                     | 7.4                                      | 0.4                                      | -10.3                                    | -28.5                                    | -36.4                                    | -13.6                                    |
| Temp. mín. abs. (°C)                     | -60.2                                    | -59.4                                    | -51.8                                    | -41.4                                    | -19.7                                    | -5.5                                     | -2.5                                     | -6.5                                     | -17.8                                    | -41.0                                    | -53.8                                    | -58.7                                    | '                                        |
| Precipitación total (mm)                 | 13.7                                     | 8.7                                      | 7.7                                      | 10.3                                     | 24.6                                     | 36.9                                     | 47.1                                     | 45.4                                     | 29.4                                     | 21.4                                     | 19.2                                     | 15.8                                     | 280.2                                    |
| Días de precipitaciones (≥ 0.1 mm)       | 19.4                                     | 16.7                                     | 11.6                                     | 10.4                                     | 9.2                                      | 9.3                                      | 8.4                                      | 10.0                                     | 13.0                                     | 19.5                                     | 21.8                                     | 19.3                                     | 168.6                                    |
| Horas de sol                             | 35.7                                     | 119.0                                    | 224.8                                    | 255.0                                    | 272.8                                    | 315.0                                    | 319.3                                    | 246.5                                    | 153.0                                    | 93.0                                     | 55.5                                     | 14.0                                     | 2103.6                                   |
| Humedad relativa (%)                     | 82.5                                     | 80.6                                     | 73.1                                     | 63.7                                     | 59.0                                     | 66.7                                     | 71.9                                     | 77.7                                     | 77.0                                     | 81.8                                     | 85.2                                     | 82.2                                     | 75.1                                     |
| Fuente: climatebase.ru                   |                                          |                                          |                                          |                                          |                                          |                                          |                                          |                                          |                                          |                                          |                                          |                                          |                                          |